# جان مانک ساندرز
جان مانک ساندرز (انگلیسی: John Monk Saunders؛ ‏ ۲۲ نوامبر ۱۸۹۷ – ۱۱ مارس ۱۹۴۰) فیلم‌نامه‌نویس، کارگردان و رمان‌نویس اهل ایالات متحده آمریکا بود.
از فیلم‌هایی که وی در آن‌ها نقش داشته‌است، می‌توان به بال‌ها، پرواز شناسایی (۱۹۳۰)، پرواز شناسایی (فیلم ۱۹۳۸) و یک یانکی در آکسفورد اشاره نمود.
وی همچنین برندهٔ جوایزی همچون جایزه اسکار بهترین داستان و بورسیه رودز شده‌است.